# Vladimír Syrovátka
Vladimír Syrovátka (né le 19 juin 1908 à Zdolbouniv (Ukraine), décédé le 14 septembre 1973 à Prague) était un canotier en eaux calmes tchécoslovaque dans les années 1930. En compagnie de Jan Brzák-Felix, il remporte la médaille d'or aux Jeux olympiques d'été de 1936 au C2 1 000 m.